# Джина Лінн
Та́ня Мерка́до (ісп. Tanya Mercado); нар. 15 лютого 1974, Пуерто-Рико), відома як Джи́на Лінн (англ. Gina Lynn) — американська фотомодель, порноакторка, телеведуча та акторка. Власниця порностудії.

## Біографія
Народилась у сім'ї італійських емігрантів в Пуерто-Рико, ще в дитинстві з батьками переїхала в Нью-Джерсі. Закінчила Вищу католицьку школу.

## Порноіндустрія
На останньому році навчання, в 19 років, в клубах Нью-Джерсі стала виконувати стриптиз. Потім — була фотомоделлю для чоловічого журналу «Cheri». У 1999, в 25 років, знялась у першому порнофільмі «Вісімнадцять в Лас-Вегасі». Всього знялася в понад 102 фільмах.

## Кінокар'єра
Крім порнофільмів, знімалась і в художніх фільмах, її можна зустріти разом з Дженою Джеймсон в фільмі «Аналізуючи це», де вона виконує стриптиз. Також знімалась в серіалі «Третя зміна», в 56 серії «All Happy Families» серіалу «Сопрано» та в кліпі Емінема «Superman». Крім того, відома участю в телепрограмах.

## Нагороди
- 2005 AVN Awards: Найкращий гонзо-реліз за фільм Gina Lynn's Darkside[5]
- 2008 F.A.M.E. Awards: Улюблені сідниці[6]
- 2010 AVN Hall of Fame учасниця[7]
- 2012 квітень — Penthouse Pet Of The Month